# 春ラ!ラ!ラ!
「春ラ!ラ!ラ!」（はるラララ）は、1980年1月1日に発売された、石野真子の通算8枚目のシングル。

## 解説・エピソード
- 作詞家・作曲家は共に、石野のシングルでは初めてとなる伊藤アキラが作詞を、石野が芸能界デビューの契機となる『スター誕生!』の審査員を務めた、森田公一が作曲をそれぞれ手掛けた。

- 石野の楽曲の中で本楽曲は、自己最大となる16万枚のセールスを記録し、また、オリコンチャートの最高位は、デビュー曲「狼なんか怖くない」の17位を上回る16位にランクイン。さらに、1980年度のオリコン年間順位でも、100位内（93位）にランクインした[1]。

- TBS系音楽番組『ザ・ベストテン』の1980年2月7日放送分では、同番組で石野自身初登場の10位に入り、手作りのクッキーを持参して出演。なお当番組の初ランク時には、アルバムに直筆のサインを書くのが恒例と成っているが、石野は1枚のアルバムに何人も描くものと思い込み、左上部の片隅にだけ小さくサインしていた。

- 当時この楽曲がヒット中だった音楽番組での石野は、レコード音源よりも少しキーを高くして歌唱披露する事が多かった。

- 2008年3月26日に発売された歌手デビュー30周年記念CD-BOX『Mako Pack -Premium- 30th Anniversary Special Edition』に、シングルEPのA・B面曲が共に最新デジタル・リマスタリング音源で収録された。

- 2015年3月30日、TBS系列『あなたが聴きたい歌の4時間スペシャル』に石野真子が出演。当曲を歌唱披露前のトークで、司会者の安住紳一郎は「意外にも歌詞をよく見てみると、かなり過激な内容なんですね」と苦笑しつつ指摘の後、石野が「その当時『春と言う字は三人の日と書きます』って、『こんなふざけた詞、どうするんだ!?』って（ビクター）レコード会社で会議に成ったそうです」等の逸話を明かす。更に安住が「その3人は私と、今の彼と、前に好きだった元彼なんですよね。それで彼と、その元彼とに『あなたも話あうから楽しいわよ』という…」とツッコミを入れると、石野は「そうです、『きっと話合うでしょう？』ってね。なんて言う歌なんでしょうね…スミマセン」と大笑いが止まらなかった[2]。

## 収録曲
1. 春ラ!ラ!ラ! [3:47]
作詞：伊藤アキラ／作曲：森田公一／編曲：竜崎孝路
2. 恋のジョギング [3:10]　
作詞：松本礼児／作曲：幸耕平／編曲：船山基紀

## 関連作品
- GOLDEN☆BEST 石野真子
- Mako Pack -Premium- 30th Anniversary Special Edition
- GOLDEN☆BEST 森田公一 ヒット&シングルコレクション